# Divizia A1 w piłce siatkowej mężczyzn (2024/2025)
Divizia A1 2024/2025 − 76. sezon mistrzostw Rumunii w piłce siatkowej zorganizowany przez Rumuński Związek Piłki Siatkowej (rum. Federației Române de Volei, FRVolei). Rozpoczął się 5 października 2024 roku i trwał do 12 kwietnia 2025 roku.
Divizia A1 w sezonie 2024/2025 składała się z 11 drużyn. Do najwyższej klasy rozgrywkowej dołączył zespół CSU Știința București. Przed początkiem sezonu z rozgrywek wycofała się drużyna CSM Constanța.
Rozgrywki składały się z fazy zasadniczej, fazy play-off oraz fazy play-out. W fazie zasadniczej drużyny rozegrały ze sobą po dwa mecze. Osiem najlepszych zespołów awansowało do fazy play-off, pozostałe trafiły do fazy play-out. Faza play-off obejmowała ćwierćfinały, mecze o miejsca 5-8, półfinały, mecze o 3. miejsce oraz finały.
Po raz 19. mistrzem Rumunii został klub Dinamo Bukareszt, który w finałach fazy play-off pokonał Coronę Brașov. Poprzedni tytuł mistrzowski Dinamo zdobyło w sezonie 1994/1995. Trzecie miejsce zajął zespół SCMU Craiova.
Do Divizii A2 spadł klub Universitatea Cluj.

## System rozgrywek
Rozgrywki w rumuńskiej Divizii A1 w sezonie 2024/2025 składały się z fazy zasadniczej, fazy play-off oraz fazy play-out.

### Faza zasadnicza
W fazie zasadniczej drużyny rozegrały ze sobą po dwa spotkania systemem kołowym (mecz u siebie i rewanż na wyjeździe). Osiem najlepszych zespołów awansowało do fazy play-off, natomiast pozostałe trafiły do fazy play-out.

### Faza play-off
Faza play-off składała się z ćwierćfinałów, meczów o miejsca 5-8, półfinałów, meczów o 3. miejsce i finałów. Jeśli do kolejnej rundy awansowała drużyna z niższego miejsca, przejęła pozycję rankingową pokonanego zespołu, a pokonany zespół – miejsce rankingowe zwycięzcy.
Ćwierćfinały

Ćwierćfinałowe pary powstały na podstawie miejsc zajętych przez poszczególne drużyny w fazie zasadniczej według klucza:
- para 1: 1-8;
- para 2: 2-7;
- para 3: 3-6;
- para 4: 4-5.

Rywalizacja w parach toczyła się do dwóch wygranych ze zmianą gospodarza po każdym meczu. Gospodarzem pierwszego spotkania był zespół z lepszym miejscem rankingowym w fazie zasadniczej. Zwycięzcy w parach awansowali do półfinałów, natomiast przegrani grali o miejsca 5-8.
Mecze o miejsca 5-8

Rozgrywki o miejsca 5-8 składały się z półfinałów i meczów klasyfikacyjnych o miejsca 5. i 7. Pierwszą półfinałową parę utworzyli przegrany w parze 1-8 z przegranym w parze 4-5, natomiast drugą – dwie pozostałe drużyny. Zwycięzcy grali o 5. miejsce, natomiast przegrani – o 7. miejsce. We wszystkich rundach rywalizacja toczyła się na zasadach analogicznych do tych obowiązujących w ćwierćfinałach.
Półfinały

Półfinałowe pary powstały według klucza:
- para 1: zwycięzca w ćwierćfinałowej parze 1-8 – zwycięzca w ćwierćfinałowej parze 4-5;
- para 2: zwycięzca w ćwierćfinałowej parze 2-7 – zwycięzca w ćwierćfinałowej parze 3-6.

Rywalizacja toczyła się na zasadach analogicznych do tych obowiązujących w ćwierćfinałach. Zwycięzcy w parach awansowali do finałów, natomiast przegrani grali o 3. miejsce.
Mecze o 3. miejsce

Drużyny o 3. miejsce grały w serii do trzech wygranych ze zmianą gospodarze po dwóch meczach. Gospodarzem dwóch pierwszych spotkań był zespół z lepszym miejscem rankingowym w fazie zasadniczej.
Finały

W finałach drużyny grały w serii do trzech wygranych na zasadach analogicznych do tych obowiązujących w rywalizacji o 3. miejsce. Zwycięzca finałów został mistrzem Rumunii.

### Faza play-out
W fazie play-out uczestniczyły drużyny, które w fazie zasadniczej zajęły miejsca 9-11.
W I rundzie zespoły z miejsc 10-11 rywalizowały o utrzymanie w najwyższej klasie rozgrywkowej w serii do trzech wygranych ze zmianą gospodarza po dwóch meczach. Gospodarzem dwóch pierwszych spotkań był zespół, który w fazie zasadniczej zajął 10. miejsce. Przegrany w tej parze spadł do Divizii A2.
W II rundzie drużyna z 9. miejsca grała ze zwycięzcą pary z I rundy o 9. miejsce w klasyfikacji końcowej. Rywalizacja toczyła się do dwóch zwycięstw ze zmianą gospodarza po każdym meczu. Gospodarzem pierwszego spotkania był zespół, który w fazie zasadniczej zajął 9. miejsce.

### Kryteria ustalenia pozycji w tabeli
O kolejności w tabeli decydowały następujące kryteria:
1. liczba punktów (3:0 i 3:1 – 3 punkty dla zwycięzcy, 0 punktów dla przegranego; 3:2 – 2 punkty dla zwycięzcy, 1 punkt dla przegranego),
2. liczba zwycięstw,
3. stosunek setów wygranych do przegranych,
4. stosunek małych punktów zdobytych do straconych,
5. bilans w meczach bezpośrednich pomiędzy zainteresowanymi drużynami zgodnie z punktami 1-4,
6. losowanie.

## Drużyny uczestniczące
W Divizii A1 w sezonie 2024/2025 uczestniczyło 11 drużyn. Do najwyższej klasy rozgrywkowej dołączył z Divizii A2 zespół CSU Știința București. CS Știința Bacău, który również wywalczył awans, zrezygnował z udziału w najwyższej klasie rozgrywkowej i pozostał w drugiej dywizji. Przed początkiem sezonu z rozgrywek wycofała się również drużyna CSM Constanța, dzięki czemu w Divizii A1 utrzymał się CS Universitatea Cluj.
| Divizia A1 2023/2024                                                                  | Divizia A1 2023/2024 |                                |
| ------------------------------------------------------------------------------------- | -------------------- | ------------------------------ |
| CSM Corona Brașov                                                                     | 1                    | el. Ligi Mistrzów • Puchar CEV |
| CSM Arcada Galați                                                                     | 2                    | Puchar CEV                     |
| CS Rapid Bukareszt                                                                    | 3                    | Puchar CEV                     |
| CS Dinamo Bukareszt                                                                   | 4                    | Puchar Challenge               |
| SCM Zalău                                                                             | 5                    | Puchar Challenge               |
| CSA Steaua Bukareszt                                                                  | 6                    |                                |
| SCMU Craiova                                                                          | 8                    |                                |
| CS Știința Explorări Baia Mare                                                        | 9                    |                                |
| CS Unirea Dej                                                                         | 10                   |                                |
| CS Universitatea Cluj                                                                 | 11                   |                                |
| Awans z Divizii A2                                                                    |                      |                                |
| CSU Știința București                                                                 | 1                    |                                |
| Oznaczenia: - kolumna druga – miejsce zajęte przez daną drużynę w poprzednim sezonie. |                      |                                |

### Awanse i spadki
| Poz. | Spadek z Divizii A1 2023/2024 |
| ---- | ----------------------------- |
| 11.  | CS UV Timișoara               |

| Poz. | Wycofanie się z Divizii A1 2024/2025 |
| ---- | ------------------------------------ |
| 7.   | CSM Constanța                        |

| Poz. | Awans z Divizii A2 2023/2024 |
| ---- | ---------------------------- |
| 1.   | CSU Știința București        |

## Hale sportowe
| Drużyna                     | Hala sportowa                               | Miejscowość |
| --------------------------- | ------------------------------------------- | ----------- |
| Arcada Galați               | Sala Sporturilor „Dunărea”                  | Gałacz      |
| Corona Brașov               | Sala Sporturilor „Dumitru Popescu Colibași” | Braszów     |
| Craiova                     | Sala Polivalentă                            | Krajowa     |
| Dinamo Bukareszt            | Sala Polivalentă Dinamo                     | Bukareszt   |
| Rapid Bukareszt             | Sala Polivalentă Rapid                      | Bukareszt   |
| Steaua Bukareszt            | Sala de Sport „Mihai Viteazul”              | Bukareszt   |
| Știința București           | Arena Politehnica                           | Bukareszt   |
| Știința Explorări Baia Mare | Sala Sporturilor „Lascăr Pană”              | Baia Mare   |
| Unirea Dej                  | Sala de Sport „Petru Stăvariu”              | Dej         |
| Universitatea Cluj          | Sala Sporturilor „Horia Demian”             | Kluż-Napoka |
| Zalău                       | Sala Sporturilor „Gheorghe Tadici”          | Zalău       |
| Źródło:                     |                                             |             |

| Arcada GalațiCorona BrașovCraiovaDinamoRapidSteauaȘtiința BucureștiȘtiința Explorări Baia MareUnirea DejUniversitatea ClujZalău Lokalizacja głównych obiektów sportowych |

## Trenerzy
| Drużyna                     | Trener            | Asystent trenera           | *            |
| --------------------------- | ----------------- | -------------------------- | ------------ |
| Arcada Galați               | Sergiu Stancu     | Răzvan Tănăsescu           | [ 11 ]       |
| Corona Brașov               | Laurențiu Lică    | Bogdan Preda               | [ 12 ]       |
| Craiova                     | Dănuț Pascu       | Claudiu Mitru Nuțu         | [ 13 ]       |
| Dinamo Bukareszt            | Bogdan Tănase     | Adrian Zadorojnai          | [ 14 ]       |
| Rapid Bukareszt             | Cristian Chițigoi | Aurel Ioniță Ionuț Teleleu | [ 15 ] [ a ] |
| Steaua Bukareszt            | Atanas Petrow     | Dan Duroaia                | [ 16 ]       |
| Știința București           | George Carpen     | Iancu Răchită              | [ 17 ]       |
| Știința Explorări Baia Mare | Marius Botea      | Ciprian Neamţ              | [ 18 ]       |
| Unirea Dej                  | Nikolaos Gidzekos | Raul Pop                   | [ 19 ]       |
| Universitatea Cluj          | Piotr Sobolewski  | Andreea Klein              | [ 20 ]       |
| Zalău                       | Cristian Imhoff   | Marius Lazăr               | [ 21 ]       |

### Zmiany trenerów
| Klub               | Były trener             | Data odejścia           | Nowy trener       | Data przyjścia          | *            |
| ------------------ | ----------------------- | ----------------------- | ----------------- | ----------------------- | ------------ |
| Przed sezonem      |                         |                         |                   |                         |              |
| Dinamo Bukareszt   | Bogdan Kotnik           | koniec sezonu 2023/2024 | Bogdan Tănase     | przed sezonem 2024/2025 | [ 22 ] [ b ] |
| Rapid Bukareszt    | Dragan Kobiljski        | koniec sezonu 2023/2024 | Cristian Chițigoi | przed sezonem 2024/2025 | [ 23 ]       |
| Unirea Dej         | Ovidiu Tămaş            | koniec sezonu 2023/2024 | Nikolaos Gidzekos | przed sezonem 2024/2025 | [ 24 ]       |
| Universitatea Cluj | Bogdan Ungureanu (p.o.) | koniec sezonu 2023/2024 | Piotr Sobolewski  | przed sezonem 2024/2025 | [ 25 ] [ c ] |
| Zalău              | Rainer Vassiljev        | koniec sezonu 2023/2024 | Cristian Imhoff   | przed sezonem 2024/2025 | [ 26 ]       |

## Faza zasadnicza

### Tabela wyników
| Gospodarz \ Gość1           | COR | ARC | RAP | DBU | ZAL | STE | CRA | ŞTI | DEJ | U-CLU | ȘBU |
| --------------------------- | --- | --- | --- | --- | --- | --- | --- | --- | --- | ----- | --- |
| Corona Brașov               | -   | 1:3 | 3:1 | 1:3 | 3:1 | 3:1 | 3:0 | 3:0 | 3:0 | 3:0   | 3:0 |
| Arcada Galați               | 3:1 | -   | 3:0 | 1:3 | 3:0 | 3:0 | 3:0 | 3:0 | 3:0 | 3:0   | 3:0 |
| Rapid Bukareszt             | 0:3 | 3:0 | -   | 1:3 | 1:3 | 0:3 | 1:3 | 1:3 | 3:0 | 3:0   | 3:1 |
| Dinamo Bukareszt            | 3:1 | 3:1 | 3:0 | -   | 2:3 | 3:2 | 3:1 | 3:0 | 3:0 | 3:0   | 3:1 |
| Zalău                       | 3:2 | 3:1 | 3:0 | 1:3 | -   | 3:0 | 3:1 | 2:3 | 3:2 | 3:0   | 3:0 |
| Steaua Bukareszt            | 3:2 | 3:1 | 1:3 | 3:1 | 3:1 | -   | 0:3 | 3:0 | 3:0 | 3:0   | 3:0 |
| Craiova                     | 0:3 | 2:3 | 2:3 | 3:1 | 3:0 | 3:1 | -   | 3:1 | 3:0 | 3:0   | 3:0 |
| Știința Explorări Baia Mare | 1:3 | 3:0 | 3:1 | 0:3 | 1:3 | 2:3 | 1:3 | -   | 3:1 | 3:0   | 2:3 |
| Unirea Dej                  | 0:3 | 3:1 | 0:3 | 1:3 | 0:3 | 3:1 | 1:3 | 3:2 | -   | 3:0   | 0:3 |
| Universitatea Cluj          | 0:3 | 0:3 | 0:3 | 0:3 | 0:3 | 0:3 | 0:3 | 0:3 | 0:3 | -     | 3:2 |
| Știința București           | 1:3 | 1:3 | 0:3 | 1:3 | 1:3 | 0:3 | 0:3 | 1:3 | 3:1 | 3:0   | -   |

Źródło: 
1 Drużyna gospodarzy jest wymieniona po lewej stronie tabeli.
Kolory:
  zwycięstwo gospodarzy 3:0 lub 3:1
  zwycięstwo gospodarzy 3:2
  zwycięstwo gości 3:0 lub 3:1
  zwycięstwo gości 3:2

### Terminarz i wyniki spotkań
| WYNIKI SPOTKAŃ | WYNIKI SPOTKAŃ | WYNIKI SPOTKAŃ              | WYNIKI SPOTKAŃ                          | WYNIKI SPOTKAŃ              | WYNIKI SPOTKAŃ                  | WYNIKI SPOTKAŃ | WYNIKI SPOTKAŃ |
| Data | Godz.          | Gospodarz                   | Rezultat                                | Gość                        | Hala sportowa                   | Widzów         | *              |
| --- | -------------- | --------------------------- | --------------------------------------- | --------------------------- | ------------------------------- | -------------- | -------------- |
| 1. KOLEJKA |                |                             |                                         |                             |                                 |                |                |
| 5.10.2024 | 18:00          | Zalău                       | 2:3 (19:25, 25:22, 22:25, 25:19, 15:17) | Știința Explorări Baia Mare | Sala „Gheorghe Tadici”          | 600            | [ 27 ]         |
| 5.10.2024 | 18:00          | Știința București           | 1:3 (23:25, 15:25, 25:23, 19:25)        | Arcada Galați               | Arena Politehnica               | 150            | [ 28 ]         |
| 5.10.2024 | 18:00          | Steaua Bukareszt            | 3:0 (25:16, 25:23, 25:12)               | Unirea Dej                  | Sala „Mihai Viteazul”           | 80             | [ 29 ]         |
| 5.10.2024 | 12:00          | Rapid Bukareszt             | 3:0 (25:18, 25:14, 25:19)               | Universitatea Cluj          | Sala Rapid                      | 100            | [ 30 ]         |
| 7.10.2024 | 19:00          | Craiova                     | 3:1 (14:25, 25:23, 25:13, 25:23)        | Dinamo Bukareszt            | Sala Polivalentă                | 350            | [ 31 ]         |
| 2. KOLEJKA |                |                             |                                         |                             |                                 |                |                |
| 12.10.2024 | 15:30          | Universitatea Cluj          | 0:3 (12:25, 19:25, 14:25)               | Craiova                     | Sala „Horia Demian”             | 300            | [ 32 ]         |
| 11.10.2024 | 17:00          | Unirea Dej                  | 0:3 (21:25, 20:25, 22:25)               | Rapid Bukareszt             | Sala „Petru Stăvariu”           | 300            | [ 33 ]         |
| 12.10.2024 | 18:00          | Arcada Galați               | 3:0 (25:21, 25:23, 25:14)               | Steaua Bukareszt            | Sala „Dunărea”                  | 800            | [ 34 ]         |
| 10.10.2024 | 18:00          | Știința Explorări Baia Mare | 2:3 (25:20, 25:22, 23:25, 23:25, 11:15) | Știința București           | Sala „Lascăr Pană”              | 200            | [ 35 ]         |
| 12.10.2024 | 19:00          | Corona Brașov               | 3:1 (25:18, 25:20, 16:25, 28:26)        | Zalău                       | Sala „Dumitru Popescu Colibași” | 200            | [ 36 ]         |
| 3. KOLEJKA |                |                             |                                         |                             |                                 |                |                |
| 20.10.2024 | 18:00          | Știința București           | 1:3 (18:25, 12:25, 26:24, 15:25)        | Corona Brașov               | Arena Politehnica               | 70             | [ 37 ]         |
| 19.10.2024 | 18:00          | Steaua Bukareszt            | 3:0 (25:13, 25:20, 25:20)               | Știința Explorări Baia Mare | Sala „Mihai Viteazul”           | 100            | [ 38 ]         |
| 20.10.2024 | 18:00          | Rapid Bukareszt             | 3:0 (25:21, 25:22, 25:19)               | Arcada Galați               | Sala Rapid                      | 350            | [ 39 ]         |
| 18.10.2024 | 17:00          | Craiova                     | 3:0 (25:16, 27:25, 25:23)               | Unirea Dej                  | Sala Polivalentă                | 200            | [ 40 ]         |
| 19.10.2024 | 19:00          | Dinamo Bukareszt            | 3:0 (25:14, 25:15, 25:20)               | Universitatea Cluj          | Sala Dinamo                     | 150            | [ 41 ]         |
| 4. KOLEJKA |                |                             |                                         |                             |                                 |                |                |
| 26.10.2024 | 18:00          | Unirea Dej                  | 1:3 (25:21, 24:26, 23:25, 19:25)        | Dinamo Bukareszt            | Sala „Petru Stăvariu”           | 130            | [ 42 ]         |
| 26.10.2024 | 17:00          | Arcada Galați               | 3:0 (25:23, 25:22, 25:20)               | Craiova                     | Sala „Dunărea”                  | 300            | [ 43 ]         |
| 26.10.2024 | 12:00          | Știința Explorări Baia Mare | 3:1 (25:22, 21:25, 25:18, 25:20)        | Rapid Bukareszt             | Sala „Lascăr Pană”              | 120            | [ 44 ]         |
| 26.10.2024 | 19:30          | Corona Brașov               | 3:1 (25:18, 22:25, 25:20, 25:16)        | Steaua Bukareszt            | Sala „Dumitru Popescu Colibași” | 400            | [ 45 ]         |
| 26.10.2024 | 18:00          | Zalău                       | 3:0 (26:24, 25:18, 25:17)               | Știința București           | Sala „Gheorghe Tadici”          | 300            | [ 46 ]         |
| 5. KOLEJKA |                |                             |                                         |                             |                                 |                |                |
| 30.10.2024 | 18:00          | Steaua Bukareszt            | 3:1 (21:25, 25:23, 27:25, 25:21)        | Zalău                       | Sala „Mihai Viteazul”           | 75             | [ 47 ]         |
| 30.10.2024 | 14:00          | Rapid Bukareszt             | 0:3 (14:25, 22:25, 18:25)               | Corona Brașov               | Sala Rapid                      | 200            | [ 48 ]         |
| 30.10.2024 | 18:00          | Craiova                     | 3:1 (25:22, 23:25, 25:15, 25:18)        | Știința Explorări Baia Mare | Sala Polivalentă                | 500            | [ 49 ]         |
| 30.10.2024 | 18:00          | Dinamo Bukareszt            | 3:1 (22:25, 25:18, 25:23, 25:19)        | Arcada Galați               | Sala Dinamo                     | 500            | [ 50 ]         |
| 30.10.2024 | 19:00          | Universitatea Cluj          | 0:3 (22:25, 20:25, 19:25)               | Unirea Dej                  | Sala „Horia Demian”             | 250            | [ 51 ]         |
| 6. KOLEJKA |                |                             |                                         |                             |                                 |                |                |
| 2.11.2024 | 17:00          | Arcada Galați               | 3:0 (25:20, 25:16, 25:18)               | Universitatea Cluj          | Sala „Dunărea”                  | 300            | [ 52 ]         |
| 2.11.2024 | 12:00          | Știința Explorări Baia Mare | 0:3 (25:27, 16:25, 20:25)               | Dinamo Bukareszt            | Sala „Lascăr Pană”              | 300            | [ 53 ]         |
| 2.11.2024 | 19:30          | Corona Brașov               | 3:0 (25:21, 25:21, 25:20)               | Craiova                     | Sala „Dumitru Popescu Colibași” | 450            | [ 54 ]         |
| 3.11.2024 | 16:30          | Zalău                       | 3:0 (25:22, 25:13, 25:15)               | Rapid Bukareszt             | Sala „Gheorghe Tadici”          | 600            | [ 55 ]         |
| 2.11.2024 | 18:00          | Știința București           | 0:3 (20:25, 20:25, 22:25)               | Steaua Bukareszt            | Arena Politehnica               | 85             | [ 56 ]         |
| 7. KOLEJKA |                |                             |                                         |                             |                                 |                |                |
| 9.11.2024 | 14:00          | Rapid Bukareszt             | 3:1 (25:15, 25:18, 23:25, 25:18)        | Știința București           | Sala Rapid                      | 100            | [ 57 ]         |
| 9.11.2024 | 18:00          | Craiova                     | 3:0 (25:20, 33:31, 25:20)               | Zalău                       | Sala Polivalentă                | 150            | [ 58 ]         |
| 9.11.2024 | 19:00          | Dinamo Bukareszt            | 3:1 (25:21, 25:23, 17:25, 25:22)        | Corona Brașov               | Sala Dinamo                     | 400            | [ 59 ]         |
| 9.11.2024 | 18:30          | Universitatea Cluj          | 0:3 (15:25, 19:25, 22:25)               | Știința Explorări Baia Mare | Sala „Horia Demian”             | 200            | [ 60 ]         |
| 9.11.2024 | 18:00          | Unirea Dej                  | 3:1 (21:25, 26:24, 25:20, 25:19)        | Arcada Galați               | Sala „Petru Stăvariu”           | 200            | [ 61 ]         |
| 8. KOLEJKA |                |                             |                                         |                             |                                 |                |                |
| 16.11.2024 | 12:00          | Știința Explorări Baia Mare | 3:1 (25:19, 25:23, 25:27, 25:13)        | Unirea Dej                  | Sala „Lascăr Pană”              | 200            | [ 62 ]         |
| 16.11.2024 | 14:00          | Corona Brașov               | 3:0 (25:23, 25:16, 25:21)               | Universitatea Cluj          | Sala „Dumitru Popescu Colibași” | 150            | [ 63 ]         |
| 16.11.2024 | 15:00          | Zalău                       | 1:3 (25:22, 20:25, 14:25, 19:25)        | Dinamo Bukareszt            | Sala „Gheorghe Tadici”          | 600            | [ 64 ]         |
| 15.11.2024 | 17:00          | Știința București           | 0:3 (17:25, 27:29, 19:25)               | Craiova                     | Arena Politehnica               | 50             | [ 65 ]         |
| 16.11.2024 | 18:00          | Steaua Bukareszt            | 1:3 (27:29, 19:25, 27:25, 23:25)        | Rapid Bukareszt             | Sala „Mihai Viteazul”           | 170            | [ 66 ]         |
| 9. KOLEJKA |                |                             |                                         |                             |                                 |                |                |
| 22.11.2024 | 19:00          | Craiova                     | 3:1 (25:20, 19:25, 25:21, 25:19)        | Steaua Bukareszt            | Sala Polivalentă                | 250            | [ 67 ]         |
| 23.11.2024 | 18:00          | Dinamo Bukareszt            | 3:1 (23:25, 25:22, 25:14, 25:22)        | Știința București           | Sala Dinamo                     | 250            | [ 68 ]         |
| 22.11.2024 | 18:00          | Universitatea Cluj          | 0:3 (14:25, 16:25, 22:25)               | Zalău                       | Sala „Horia Demian”             | 200            | [ 69 ]         |
| 22.11.2024 | 18:00          | Unirea Dej                  | 0:3 (16:25, 16:25, 17:25)               | Corona Brașov               | Sala „Petru Stăvariu”           | 50             | [ 70 ]         |
| 23.11.2024 | 16:00          | Arcada Galați               | 3:0 (25:18, 25:22, 25:18)               | Știința Explorări Baia Mare | Sala „Dunărea”                  | 400            | [ 71 ]         |
| 10. KOLEJKA |                |                             |                                         |                             |                                 |                |                |
| 27.11.2024 | 19:00          | Corona Brașov               | 1:3 (26:24, 26:28, 23:25, 25:27)        | Arcada Galați               | Sala „Dumitru Popescu Colibași” | 400            | [ 72 ]         |
| 27.11.2024 | 18:00          | Zalău                       | 3:2 (24:26, 25:19, 25:19, 22:25, 15:11) | Unirea Dej                  | Sala „Gheorghe Tadici”          | 400            | [ 73 ]         |
| 27.11.2024 | 17:30          | Știința București           | 3:0 (25:20, 25:23, 25:21)               | Universitatea Cluj          | Arena Politehnica               | 50             | [ 74 ]         |
| 27.11.2024 | 18:00          | Steaua Bukareszt            | 3:1 (19:25, 25:18, 25:19, 25:16)        | Dinamo Bukareszt            | Sala „Mihai Viteazul”           | 150            | [ 75 ]         |
| 27.11.2024 | 18:00          | Rapid Bukareszt             | 1:3 (20:25, 23:25, 25:22, 22:25)        | Craiova                     | Sala Rapid                      | 50             | [ 76 ]         |
| 11. KOLEJKA |                |                             |                                         |                             |                                 |                |                |
| 30.11.2024 | 19:00          | Dinamo Bukareszt            | 3:0 (25:22, 25:20, 25:19)               | Rapid Bukareszt             | Sala Dinamo                     | 350            | [ 77 ]         |
| 5.12.2024 | 17:00          | Universitatea Cluj          | 0:3 (22:25, 19:25, 19:25)               | Steaua Bukareszt            | Sala „Horia Demian”             | 100            | [ 78 ]         |
| 30.11.2024 | 18:00          | Unirea Dej                  | 0:3 (25:27, 21:25, 21:25)               | Știința București           | Sala „Petru Stăvariu”           | 200            | [ 79 ]         |
| 18.12.2024 | 18:00          | Arcada Galați               | 3:0 (25:20, 25:22, 25:22)               | Zalău                       | Sala „Dunărea”                  | 200            | [ 80 ]         |
| 30.11.2024 | 12:00          | Știința Explorări Baia Mare | 1:3 (25:21, 18:25, 20:25, 14:25)        | Corona Brașov               | Sala „Lascăr Pană”              | 200            | [ 81 ]         |
| 12. KOLEJKA |                |                             |                                         |                             |                                 |                |                |
| 5.12.2024 | 18:00          | Știința Explorări Baia Mare | 1:3 (13:25, 25:27, 25:21, 17:25)        | Zalău                       | Sala „Lascăr Pană”              | 300            | [ 82 ]         |
| 6.12.2024 | 16:00          | Arcada Galați               | 3:0 (25:21, 25:19, 25:20)               | Știința București           | Sala „Dunărea”                  | 100            | [ 83 ]         |
| 7.12.2024 | 18:00          | Unirea Dej                  | 3:1 (30:28, 25:23, 22:25, 25:22)        | Steaua Bukareszt            | Sala „Petru Stăvariu”           | 300            | [ 84 ]         |
| 6.12.2024 | 18:00          | Universitatea Cluj          | 0:3 (13:25, 18:25, 15:25)               | Rapid Bukareszt             | Sala „Horia Demian”             | 150            | [ 85 ]         |
| 8.12.2024 | 20:00          | Dinamo Bukareszt            | 3:1 (26:24, 25:22, 17:25, 25:20)        | Craiova                     | Sala Dinamo                     | 160            | [ 86 ]         |
| 13. KOLEJKA |                |                             |                                         |                             |                                 |                |                |
| 14.12.2024 | 16:30          | Craiova                     | 3:0 (25:15, 25:10, 25:17)               | Universitatea Cluj          | Sala Polivalentă                | 100            | [ 87 ]         |
| 14.12.2024 | 15:00          | Rapid Bukareszt             | 3:0 (25:22, 25:14, 25:23)               | Unirea Dej                  | Sala Rapid                      | 60             | [ 88 ]         |
| 14.12.2024 | 17:00          | Steaua Bukareszt            | 3:1 (25:23, 18:25, 25:17, 28:26)        | Arcada Galați               | Sala „Mihai Viteazul”           | 150            | [ 89 ]         |
| 14.12.2024 | 18:00          | Știința București           | 1:3 (19:25, 25:16, 17:25, 19:25)        | Știința Explorări Baia Mare | Arena Politehnica               | 100            | [ 90 ]         |
| 12.12.2024 | 18:00          | Zalău                       | 3:2 (25:14, 24:26, 19:25, 25:17, 15:9)  | Corona Brașov               | Sala „Gheorghe Tadici”          | 500            | [ 91 ]         |
| 14. KOLEJKA |                |                             |                                         |                             |                                 |                |                |
| 21.12.2024 | 17:00          | Corona Brașov               | 3:0 (25:21, 25:23, 25:22)               | Știința București           | Sala „Dumitru Popescu Colibași” | 170            | [ 92 ]         |
| 21.12.2024 | 17:00          | Știința Explorări Baia Mare | 2:3 (25:23, 25:21, 21:25, 20:25, 10:15) | Steaua Bukareszt            | Sala „Lascăr Pană”              | 250            | [ 93 ]         |
| 22.12.2024 | 17:00          | Arcada Galați               | 3:0 (25:17, 25:23, 25:23)               | Rapid Bukareszt             | Sala „Dunărea”                  | 800            | [ 94 ]         |
| 21.12.2024 | 18:00          | Unirea Dej                  | 1:3 (20:25, 25:23, 13:25, 19:25)        | Craiova                     | Sala „Petru Stăvariu”           | 150            | [ 95 ]         |
| 21.12.2024 | 14:00          | Universitatea Cluj          | 0:3 (22:25, 15:25, 19:25)               | Dinamo Bukareszt            | Sala „Horia Demian”             | 75             | [ 96 ]         |
| 15. KOLEJKA |                |                             |                                         |                             |                                 |                |                |
| 29.12.2024 | 12:00          | Dinamo Bukareszt            | 3:0 (25:17, 25:14, 25:14)               | Unirea Dej                  | Sala Dinamo                     | 150            | [ 97 ]         |
| 29.12.2024 | 14:30          | Craiova                     | 2:3 (25:14, 20:25, 26:24, 13:25, 13:15) | Arcada Galați               | Sala Polivalentă                | 800            | [ 98 ]         |
| 29.12.2024 | 17:00          | Rapid Bukareszt             | 1:3 (25:16, 28:30, 23:25, 21:25)        | Știința Explorări Baia Mare | Sala Rapid                      | 100            | [ 99 ]         |
| 11.01.2025 | 17:00          | Steaua Bukareszt            | 3:2 (25:22, 21:25, 16:25, 25:21, 15:13) | Corona Brașov               | Sala „Mihai Viteazul”           | 350            | [ 100 ]        |
| 14.01.2025 | 17:00          | Știința București           | 1:3 (20:25, 18:25, 27:25, 21:25)        | Zalău                       | Arena Politehnica               | 30             | [ 101 ]        |
| 16. KOLEJKA |                |                             |                                         |                             |                                 |                |                |
| 18.01.2025 | 17:00          | Zalău                       | 3:0 (25:18, 25:17, 30:28)               | Steaua Bukareszt            | Sala „Gheorghe Tadici”          | 600            | [ 102 ]        |
| 18.01.2025 | 20:00          | Corona Brașov               | 3:1 (26:24, 25:20, 19:25, 25:21)        | Rapid Bukareszt             | Sala „Dumitru Popescu Colibași” | 300            | [ 103 ]        |
| 17.01.2025 | 18:00          | Știința Explorări Baia Mare | 1:3 (15:25, 29:27, 23:25, 20:25)        | Craiova                     | Sala „Lascăr Pană”              | 300            | [ 104 ]        |
| 18.01.2025 | 17:00          | Arcada Galați               | 1:3 (25:21, 23:25, 20:25, 17:25)        | Dinamo Bukareszt            | Sala „Dunărea”                  | 1100           | [ 105 ]        |
| 18.01.2025 | 18:00          | Unirea Dej                  | 3:0 (25:12, 28:26, 25:17)               | Universitatea Cluj          | Sala „Petru Stăvariu”           | 150            | [ 106 ]        |
| 17. KOLEJKA |                |                             |                                         |                             |                                 |                |                |
| 22.01.2025 | 16:00          | Universitatea Cluj          | 0:3 (12:25, 15:25, 14:25)               | Arcada Galați               | Sala „Horia Demian”             | 100            | [ 107 ]        |
| 22.01.2025 | 19:00          | Dinamo Bukareszt            | 3:0 (25:21, 25:22, 25:18)               | Știința Explorări Baia Mare | Sala Dinamo                     | 150            | [ 108 ]        |
| 22.01.2025 | 16:00          | Craiova                     | 0:3 (28:30, 19:25, 23:25)               | Corona Brașov               | Sala Polivalentă                | 150            | [ 109 ]        |
| 22.01.2025 | 19:00          | Rapid Bukareszt             | 1:3 (25:22, 19:25, 19:25, 18:25)        | Zalău                       | Sala Rapid                      | 35             | [ 110 ]        |
| 22.01.2025 | 18:00          | Steaua Bukareszt            | 3:0 (25:23, 25:18, 25:17)               | Știința București           | Sala „Mihai Viteazul”           | 80             | [ 111 ]        |
| 18. KOLEJKA |                |                             |                                         |                             |                                 |                |                |
| 25.01.2025 | 17:00          | Știința București           | 0:3 (22:25, 21:25, 21:25)               | Rapid Bukareszt             | Arena Politehnica               | 80             | [ 112 ]        |
| 25.01.2025 | 18:00          | Zalău                       | 3:1 (25:21, 23:25, 25:23, 36:34)        | Craiova                     | Sala „Gheorghe Tadici”          | 750            | [ 113 ]        |
| 25.01.2025 | 17:30          | Corona Brașov               | 1:3 (22:25, 25:19, 21:25, 23:25)        | Dinamo Bukareszt            | Sala „Dumitru Popescu Colibași” | 720            | [ 114 ]        |
| 25.01.2025 | 12:00          | Știința Explorări Baia Mare | 3:0 (25:23, 25:11, 25:16)               | Universitatea Cluj          | Sala „Lascăr Pană”              | 150            | [ 115 ]        |
| 25.01.2025 | 17:00          | Arcada Galați               | 3:0 (25:17, 25:9, 25:11)                | Unirea Dej                  | Sala „Dunărea”                  | 300            | [ 116 ]        |
| 19. KOLEJKA |                |                             |                                         |                             |                                 |                |                |
| 1.02.2025 | 18:00          | Unirea Dej                  | 3:2 (25:18, 25:17, 22:25, 19:25, 15:13) | Știința Explorări Baia Mare | Sala „Petru Stăvariu”           | 150            | [ 117 ]        |
| 1.02.2025 | 18:00          | Universitatea Cluj          | 0:3 (21:25, 18:25, 20:25)               | Corona Brașov               | Sala „Horia Demian”             | 200            | [ 118 ]        |
| 1.02.2025 | 19:30          | Dinamo Bukareszt            | 2:3 (25:21, 31:29, 16:25, 31:33, 6:15)  | Zalău                       | Sala Dinamo                     | 300            | [ 119 ]        |
| 1.02.2025 | 18:00          | Craiova                     | 3:0 (25:18, 25:18, 25:13)               | Știința București           | Sala Polivalentă                | 200            | [ 120 ]        |
| 2.02.2025 | 13:00          | Rapid Bukareszt             | 0:3 (33:35, 21:25, 20:25)               | Steaua Bukareszt            | Sala Rapid                      | 200            | [ 121 ]        |
| 20. KOLEJKA |                |                             |                                         |                             |                                 |                |                |
| 14.02.2025 | 17:00          | Steaua Bukareszt            | 0:3 (20:25, 26:28, 23:25)               | Craiova                     | Sala „Mihai Viteazul”           | 100            | [ 122 ]        |
| 15.02.2025 | 17:00          | Știința București           | 1:3 (17:25, 25:23, 27:29, 18:25)        | Dinamo Bukareszt            | Arena Politehnica               | 100            | [ 123 ]        |
| 15.02.2025 | 18:00          | Zalău                       | 3:0 (25:22, 25:14, 25:17)               | Universitatea Cluj          | Sala „Gheorghe Tadici”          | 400            | [ 124 ]        |
| 15.02.2025 | 19:30          | Corona Brașov               | 3:0 (25:14, 25:18, 25:10)               | Unirea Dej                  | Sala „Dumitru Popescu Colibași” | 220            | [ 125 ]        |
| 15.02.2025 | 12:00          | Știința Explorări Baia Mare | 3:0 (25:18, 26:24, 25:22)               | Arcada Galați               | Sala „Lascăr Pană”              | 300            | [ 126 ]        |
| 21. KOLEJKA |                |                             |                                         |                             |                                 |                |                |
| 19.02.2025 | 18:00          | Arcada Galați               | 3:1 (25:17, 21:25, 25:20, 25:23)        | Corona Brașov               | Sala „Dunărea”                  | 600            | [ 127 ]        |
| 19.02.2025 | 18:00          | Unirea Dej                  | 0:3 (32:34, 16:25, 20:25)               | Zalău                       | Sala „Petru Stăvariu”           | 200            | [ 128 ]        |
| 19.02.2025 | 18:00          | Universitatea Cluj          | 3:2 (27:25, 16:25, 25:23, 36:38, 15:13) | Știința București           | Sala „Horia Demian”             | 50             | [ 129 ]        |
| 19.02.2025 | 18:00          | Dinamo Bukareszt            | 3:2 (22:25, 26:24, 17:25, 25:17, 15:10) | Steaua Bukareszt            | Sala Dinamo                     | 700            | [ 130 ]        |
| 19.02.2025 | 18:00          | Craiova                     | 2:3 (23:25, 29:27, 13:25, 25:22, 14:16) | Rapid Bukareszt             | Sala Polivalentă                | 180            | [ 131 ]        |
| 22. KOLEJKA |                |                             |                                         |                             |                                 |                |                |
| 23.02.2025 | 18:00          | Rapid Bukareszt             | 1:3 (14:25, 29:31, 25:20, 19:25)        | Dinamo Bukareszt            | Sala Rapid                      | 450            | [ 132 ]        |
| 22.02.2025 | 18:00          | Steaua Bukareszt            | 3:0 (25:22, 25:16, 25:20)               | Universitatea Cluj          | Sala „Mihai Viteazul”           | 100            | [ 133 ]        |
| 22.02.2025 | 13:00          | Știința București           | 3:1 (25:21, 30:28, 30:32, 25:17)        | Unirea Dej                  | Arena Politehnica               | 55             | [ 134 ]        |
| 22.02.2025 | 18:00          | Zalău                       | 3:1 (22:25, 25:21, 25:23, 25:14)        | Arcada Galați               | Sala „Gheorghe Tadici”          | 900            | [ 135 ]        |
| 22.02.2025 | 17:00          | Corona Brașov               | 3:0 (26:24, 25:21, 25:18)               | Știința Explorări Baia Mare | Sala „Dumitru Popescu Colibași” | 300            | [ 136 ]        |
| Godziny do 27 października 2024 roku podane są według strefy czasowej UTC+3, a od 27 października 2024 roku według strefy czasowej UTC+2. Źródło: |                |                             |                                         |                             |                                 |                |                |

### Tabela
| Lp.                                  | Drużyna                     | Pkt | Mecze | Mecze | Mecze | Rodzaj wyniku | Rodzaj wyniku | Rodzaj wyniku | Rodzaj wyniku | Rodzaj wyniku | Rodzaj wyniku | Sety | Sety | Sety  | Małe punkty | Małe punkty | Małe punkty |
| Lp.                                  | Drużyna                     | Pkt | M     | W     | P     | 3:0           | 3:1           | 3:2           | 2:3           | 1:3           | 0:3           | wyg. | prz. | stos. | zdob.       | str.        | stos.       |
| ------------------------------------ | --------------------------- | --- | ----- | ----- | ----- | ------------- | ------------- | ------------- | ------------- | ------------- | ------------- | ---- | ---- | ----- | ----------- | ----------- | ----------- |
| 1                                    | Dinamo Bukareszt            | 51  | 20    | 17    | 3     | 6             | 10            | 1             | 1             | 2             | 0             | 55   | 21   | 2.62  | 1795        | 1609        | 1.12        |
| 2                                    | Corona Brașov               | 44  | 20    | 14    | 6     | 9             | 5             | 0             | 2             | 4             | 0             | 50   | 23   | 2.17  | 1726        | 1527        | 1.13        |
| 3                                    | Craiova                     | 41  | 20    | 13    | 7     | 7             | 6             | 0             | 2             | 2             | 3             | 45   | 27   | 1.67  | 1712        | 1556        | 1.1         |
| 4                                    | Zalău                       | 40  | 20    | 14    | 6     | 6             | 5             | 3             | 1             | 3             | 2             | 47   | 29   | 1.62  | 1810        | 1633        | 1.11        |
| 5                                    | Arcada Galați               | 38  | 20    | 13    | 7     | 9             | 3             | 1             | 0             | 5             | 2             | 44   | 26   | 1.69  | 1634        | 1498        | 1.09        |
| 6                                    | Steaua Bukareszt            | 35  | 20    | 12    | 8     | 7             | 3             | 2             | 1             | 4             | 3             | 42   | 31   | 1.35  | 1683        | 1621        | 1.04        |
| 7                                    | Rapid Bukareszt             | 26  | 20    | 9     | 11    | 6             | 2             | 1             | 0             | 6             | 5             | 33   | 37   | 0.89  | 1599        | 1588        | 1.01        |
| 8                                    | Știința Explorări Baia Mare | 26  | 20    | 8     | 12    | 3             | 4             | 1             | 3             | 4             | 5             | 34   | 42   | 0.81  | 1643        | 1714        | 0.96        |
| 9                                    | Unirea Dej                  | 15  | 20    | 5     | 15    | 2             | 2             | 1             | 1             | 4             | 10            | 21   | 49   | 0.43  | 1451        | 1679        | 0.86        |
| 10                                   | Știința București           | 12  | 20    | 4     | 16    | 2             | 1             | 1             | 1             | 7             | 8             | 21   | 51   | 0.41  | 1539        | 1746        | 0.88        |
| 11                                   | Universitatea Cluj          | 2   | 20    | 1     | 19    | 0             | 0             | 1             | 0             | 0             | 19            | 3    | 59   | 0.05  | 1131        | 1552        | 0.73        |
| Legenda: faza play-off faza play-out |                             |     |       |       |       |               |               |               |               |               |               |      |      |       |             |             |             |

Źródło: 
Punktacja: 3:0 i 3:1 – 3 pkt; 3:2 – 2 pkt; 2:3 – 1 pkt; 1:3 i 0:3 – 0 pkt
Zasady ustalania kolejności: zob. sekcję powyżej

## Faza play-off
Godziny do 30 marca 2025 roku podane są według strefy czasowej UTC+2, a od 30 marca 2025 roku według strefy czasowej UTC+3.

### Drabinka
|  |              |                             |              |               |              |   |   |                  |           |           |           |                    |                    |                    |                    |                    |                    |                    |        |        |        |
|  | Ćwierćfinały | Ćwierćfinały                | Ćwierćfinały | Ćwierćfinały  | Ćwierćfinały |   |   | Półfinały        | Półfinały | Półfinały | Półfinały | Półfinały          |                    |                    | Finały             | Finały             | Finały             | Finały             | Finały | Finały | Finały |
|  | Ćwierćfinały | Ćwierćfinały                | Ćwierćfinały | Ćwierćfinały  | Ćwierćfinały |   |   | Półfinały        | Półfinały | Półfinały | Półfinały | Półfinały          |                    |                    | Finały             | Finały             | Finały             | Finały             | Finały | Finały | Finały |
|  |              |                             |              |               |              |   |   |                  |           |           |           |                    |                    |                    |                    |                    |                    |                    |        |        |        |
|  |              |                             |              |               |              |   |   |                  |           |           |           |                    |                    |                    |                    |                    |                    |                    |        |        |        |
|  | 1            | Dinamo Bukareszt            | 3            | 3             |              |   |   |                  |           |           |           |                    |                    |                    |                    |                    |                    |                    |        |        |        |
|  | 1            | Dinamo Bukareszt            | 3            | 3             |              |   |   |                  |           |           |           |                    |                    |                    |                    |                    |                    |                    |        |        |        |
|  | 8            | Știința Explorări Baia Mare | 1            | 0             |              |   |   |                  |           |           |           |                    |                    |                    |                    |                    |                    |                    |        |        |        |
|  | 8            | Știința Explorări Baia Mare | 1            | 0             |              |   | 1 | Dinamo Bukareszt | 3         | 3         |           |                    |                    |                    |                    |                    |                    |                    |        |        |        |
|  |              |                             |              |               |              |   | 1 | Dinamo Bukareszt | 3         | 3         |           |                    |                    |                    |                    |                    |                    |                    |        |        |        |
|  |              |                             | 4            | Zalău         | 0            | 1 |   |                  |           |           |           |                    |                    |                    |                    |                    |                    |                    |        |        |        |
|  | 4            | Zalău                       | 4            | Zalău         | 0            | 1 | 3 | 3                |           |           |           |                    |                    |                    |                    |                    |                    |                    |        |        |        |
|  | 4            | Zalău                       |              |               |              |   |   |                  |           |           |           |                    |                    |                    |                    |                    |                    |                    |        |        |        |
|  | 5            | Arcada Galați               | 1            | 2             |              |   |   |                  |           |           |           |                    |                    |                    |                    |                    |                    |                    |        |        |        |
|  | 5            | Arcada Galați               | 1            | 2             |              |   | 1 | Dinamo Bukareszt | 3         | 3         | 3         |                    |                    |                    |                    |                    |                    |                    |        |        |        |
|  |              |                             |              |               |              |   |   |                  |           |           |           |                    |                    |                    |                    |                    |                    |                    |        |        |        |
|  |              |                             | 2            | Corona Brașov | 0            | 2 | 2 |                  |           |           |           |                    |                    |                    |                    |                    |                    |                    |        |        |        |
|  | 2            | Corona Brașov               | 2            | Corona Brașov | 0            | 2 | 2 | 3                | 3         |           |           |                    |                    |                    |                    |                    |                    |                    |        |        |        |
|  | 2            | Corona Brașov               |              |               |              |   |   |                  |           |           |           |                    |                    |                    |                    |                    |                    |                    |        |        |        |
|  | 7            | Rapid Bukareszt             | 0            | 2             |              |   |   |                  |           |           |           |                    |                    |                    |                    |                    |                    |                    |        |        |        |
|  | 7            | Rapid Bukareszt             | 0            | 2             |              |   | 2 | Corona Brașov    | 3         | 3         |           | Mecze o 3. miejsce | Mecze o 3. miejsce | Mecze o 3. miejsce | Mecze o 3. miejsce | Mecze o 3. miejsce | Mecze o 3. miejsce | Mecze o 3. miejsce |        |        |        |
|  |              |                             |              |               |              |   | 2 | Corona Brașov    | 3         | 3         |           | Mecze o 3. miejsce | Mecze o 3. miejsce | Mecze o 3. miejsce | Mecze o 3. miejsce | Mecze o 3. miejsce | Mecze o 3. miejsce | Mecze o 3. miejsce |        |        |        |
|  |              |                             | 3            | Craiova       | 1            | 1 |   |                  |           |           |           |                    |                    |                    |                    |                    |                    |                    |        |        |        |
|  | 3            | Craiova                     | 3            | Craiova       | 1            | 1 | 3 | 3                |           |           |           |                    |                    |                    |                    |                    |                    |                    |        |        |        |
|  | 3            | Craiova                     |              |               |              |   |   |                  |           | 3         | Craiova   | 3                  | 3                  | 3                  |                    |                    |                    |                    |        |        |        |
|  | 6            | Steaua Bukareszt            | 1            | 0             |              |   |   |                  |           | 3         | Craiova   | 3                  | 3                  | 3                  |                    |                    |                    |                    |        |        |        |
|  | 6            | Steaua Bukareszt            | 1            | 0             |              |   | 4 | Zalău            | 2         | 1         | 0         |                    |                    |                    |                    |                    |                    |                    |        |        |        |
|  |              |                             |              |               |              |   | 4 | Zalău            | 2         | 1         | 0         |                    |                    |                    |                    |                    |                    |                    |        |        |        |

|  |                     |                             |                     |                     |                     |   |   |                    |                    |                    |                    |                    |
|  | Mecze o miejsca 5-8 | Mecze o miejsca 5-8         | Mecze o miejsca 5-8 | Mecze o miejsca 5-8 | Mecze o miejsca 5-8 |   |   | Mecze o 5. miejsce | Mecze o 5. miejsce | Mecze o 5. miejsce | Mecze o 5. miejsce | Mecze o 5. miejsce |
|  | Mecze o miejsca 5-8 | Mecze o miejsca 5-8         | Mecze o miejsca 5-8 | Mecze o miejsca 5-8 | Mecze o miejsca 5-8 |   |   | Mecze o 5. miejsce | Mecze o 5. miejsce | Mecze o 5. miejsce | Mecze o 5. miejsce | Mecze o 5. miejsce |
|  |                     |                             |                     |                     |                     |   |   |                    |                    |                    |                    |                    |
|  |                     |                             |                     |                     |                     |   |   |                    |                    |                    |                    |                    |
|  | 5                   | Arcada Galați               | 3                   | 3                   |                     |   |   |                    |                    |                    |                    |                    |
|  | 5                   | Arcada Galați               | 3                   | 3                   |                     |   |   |                    |                    |                    |                    |                    |
|  | 8                   | Știința Explorări Baia Mare | 0                   | 0                   |                     |   |   |                    |                    |                    |                    |                    |
|  | 8                   | Știința Explorări Baia Mare | 0                   | 0                   |                     |   | 5 | Arcada Galați      | 3                  | 3                  |                    |                    |
|  |                     |                             |                     |                     |                     |   | 5 | Arcada Galați      | 3                  | 3                  |                    |                    |
|  |                     |                             | 6                   | Steaua Bukareszt    | 1                   | 2 |   |                    |                    |                    |                    |                    |
|  | 6                   | Steaua Bukareszt            | 6                   | Steaua Bukareszt    | 1                   | 2 | 3 | 3                  |                    |                    |                    |                    |
|  | 6                   | Steaua Bukareszt            |                     |                     |                     |   |   |                    |                    |                    |                    |                    |
|  | 7                   | Rapid Bukareszt             | 1                   | 2                   |                     |   |   |                    |                    |                    |                    |                    |
|  | 7                   | Rapid Bukareszt             | 1                   | 2                   | Mecze o 7. miejsce  |   |   |                    |                    |                    |                    |                    |
|  |                     |                             |                     |                     |                     |   |   |                    |                    |                    |                    |                    |
|  |                     |                             |                     |                     |                     |   |   |                    |                    |                    |                    |                    |
|  |                     |                             |                     |                     |                     |   |   |                    |                    |                    |                    |                    |
|  | 7                   | Rapid Bukareszt             | 3                   | 3                   |                     |   |   |                    |                    |                    |                    |                    |
|  | 7                   | Rapid Bukareszt             | 3                   | 3                   |                     |   |   |                    |                    |                    |                    |                    |
|  | 8                   | Știința Explorări Baia Mare | 0                   | 2                   |                     |   |   |                    |                    |                    |                    |                    |
|  | 8                   | Știința Explorări Baia Mare | 0                   | 2                   |                     |   |   |                    |                    |                    |                    |                    |

### Ćwierćfinały
Format: do dwóch zwycięstw
| Data                 | Godz.                | Gospodarz                   | Rezultat                                | Gość                            | Hala sportowa                   | Widzów                          | *                               |
| -------------------- | -------------------- | --------------------------- | --------------------------------------- | ------------------------------- | ------------------------------- | ------------------------------- | ------------------------------- |
| Dinamo Bukareszt (1) | Dinamo Bukareszt (1) | Dinamo Bukareszt (1)        | 2 – 0                                   | (8) Știința Explorări Baia Mare | (8) Știința Explorări Baia Mare | (8) Știința Explorări Baia Mare | (8) Știința Explorări Baia Mare |
| 1.03.2025            | 18:30                | Dinamo Bukareszt            | 3:1 (28:26, 23:25, 25:16, 25:19)        | Știința Explorări Baia Mare     | Sala Dinamo                     | 310                             | [ 139 ]                         |
| 5.03.2025            | 18:00                | Știința Explorări Baia Mare | 0:3 (17:25, 16:25, 19:25)               | Dinamo Bukareszt                | Sala „Lascăr Pană”              | 300                             | [ 140 ]                         |
| Zalău (4)            | Zalău (4)            | Zalău (4)                   | 2 – 0                                   | (5) Arcada Galați               | (5) Arcada Galați               | (5) Arcada Galați               | (5) Arcada Galați               |
| 1.03.2025            | 18:00                | Zalău                       | 3:1 (23:25, 25:21, 25:23, 27:25)        | Arcada Galați                   | Sala „Gheorghe Tadici”          | 800                             | [ 141 ]                         |
| 5.03.2025            | 18:00                | Arcada Galați               | 2:3 (26:24, 10:25, 25:23, 23:25, 9:15)  | Zalău                           | Sala „Dunărea”                  | 1000                            | [ 142 ]                         |
| Corona Brașov (2)    | Corona Brașov (2)    | Corona Brașov (2)           | 2 – 0                                   | (7) Rapid Bukareszt             | (7) Rapid Bukareszt             | (7) Rapid Bukareszt             | (7) Rapid Bukareszt             |
| 1.03.2025            | 14:00                | Corona Brașov               | 3:0 (25:20, 25:17, 25:20)               | Rapid Bukareszt                 | Sala „Dumitru Popescu Colibași” | 552                             | [ 143 ]                         |
| 5.03.2025            | 13:00                | Rapid Bukareszt             | 2:3 (25:14, 16:25, 18:25, 25:21, 13:15) | Corona Brașov                   | Sala Rapid                      | 60                              | [ 144 ]                         |
| Craiova (3)          | Craiova (3)          | Craiova (3)                 | 2 – 0                                   | (6) Steaua Bukareszt            | (6) Steaua Bukareszt            | (6) Steaua Bukareszt            | (6) Steaua Bukareszt            |
| 2.03.2025            | 17:00                | Craiova                     | 3:1 (25:23, 27:25, 22:25, 25:18)        | Steaua Bukareszt                | Sala Polivalentă                | 1100                            | [ 145 ]                         |
| 6.03.2025            | 18:30                | Steaua Bukareszt            | 0:3 (19:25, 18:25, 13:25)               | Craiova                         | Sala „Mihai Viteazul”           | 100                             | [ 146 ]                         |
| Źródło:              |                      |                             |                                         |                                 |                                 |                                 |                                 |

### Mecze o miejsca 5-8
Format: do dwóch zwycięstw

#### Półfinały o miejsca 5-8
| Data                 | Godz.                | Gospodarz                   | Rezultat                                | Gość                            | Hala sportowa                   | Widzów                          | *                               |
| -------------------- | -------------------- | --------------------------- | --------------------------------------- | ------------------------------- | ------------------------------- | ------------------------------- | ------------------------------- |
| Arcada Galați (5)    | Arcada Galați (5)    | Arcada Galați (5)           | 2 – 0                                   | (8) Știința Explorări Baia Mare | (8) Știința Explorări Baia Mare | (8) Știința Explorări Baia Mare | (8) Știința Explorări Baia Mare |
| 15.03.2025           | 17:00                | Arcada Galați               | 3:0 (25:17, 25:17, 25:17)               | Știința Explorări Baia Mare     | Sala „Dunărea”                  | 200                             | [ 147 ]                         |
| 22.03.2025           | 12:00                | Știința Explorări Baia Mare | 0:3 (20:25, 23:25, 18:25)               | Arcada Galați                   | Sala „Lascăr Pană”              | 300                             | [ 148 ]                         |
| Steaua Bukareszt (6) | Steaua Bukareszt (6) | Steaua Bukareszt (6)        | 2 – 0                                   | (7) Rapid Bukareszt             | (7) Rapid Bukareszt             | (7) Rapid Bukareszt             | (7) Rapid Bukareszt             |
| 15.03.2025           | 18:00                | Steaua Bukareszt            | 3:1 (26:24, 25:23, 29:31, 25:18)        | Rapid Bukareszt                 | Sala „Mihai Viteazul”           | 70                              | [ 149 ]                         |
| 22.03.2025           | 16:00                | Rapid Bukareszt             | 2:3 (26:28, 25:22, 25:23, 20:25, 14:16) | Steaua Bukareszt                | Sala Rapid                      | 50                              | [ 150 ]                         |
| Źródło:              |                      |                             |                                         |                                 |                                 |                                 |                                 |

#### Mecze o 7. miejsce
| Data                | Godz.               | Gospodarz                   | Rezultat                                | Gość                            | Hala sportowa                   | Widzów                          | *                               |
| ------------------- | ------------------- | --------------------------- | --------------------------------------- | ------------------------------- | ------------------------------- | ------------------------------- | ------------------------------- |
| Rapid Bukareszt (7) | Rapid Bukareszt (7) | Rapid Bukareszt (7)         | 2 – 0                                   | (8) Știința Explorări Baia Mare | (8) Știința Explorări Baia Mare | (8) Știința Explorări Baia Mare | (8) Știința Explorări Baia Mare |
| 5.04.2025           | 13:00               | Rapid Bukareszt             | 3:0 (25:22, 25:23, 25:16)               | Știința Explorări Baia Mare     | Sala Rapid                      | 130                             | [ 151 ]                         |
| 10.04.2025          | 13:00               | Știința Explorări Baia Mare | 2:3 (25:21, 20:25, 17:25, 25:23, 11:15) | Rapid Bukareszt                 | Sala „Lascăr Pană”              | 200                             | [ 152 ]                         |
| Źródło:             |                     |                             |                                         |                                 |                                 |                                 |                                 |

#### Mecze o 5. miejsce
| Data              | Godz.             | Gospodarz         | Rezultat                                | Gość                 | Hala sportowa         | Widzów               | *                    |
| ----------------- | ----------------- | ----------------- | --------------------------------------- | -------------------- | --------------------- | -------------------- | -------------------- |
| Arcada Galați (5) | Arcada Galați (5) | Arcada Galați (5) | 2 – 0                                   | (6) Steaua Bukareszt | (6) Steaua Bukareszt  | (6) Steaua Bukareszt | (6) Steaua Bukareszt |
| 5.04.2025         | 18:00             | Arcada Galați     | 3:1 (28:30, 25:19, 25:18, 25:23)        | Steaua Bukareszt     | Sala „Dunărea”        | 500                  | [ 153 ]              |
| 12.04.2025        | 18:00             | Steaua Bukareszt  | 2:3 (28:26, 25:16, 30:32, 22:25, 13:15) | Arcada Galați        | Sala „Mihai Viteazul” | 200                  | [ 154 ]              |
| Źródło:           |                   |                   |                                         |                      |                       |                      |                      |

### Półfinały
Format: do dwóch zwycięstw
| Data                 | Godz.                | Gospodarz            | Rezultat                         | Gość             | Hala sportowa                   | Widzów      | *           |
| -------------------- | -------------------- | -------------------- | -------------------------------- | ---------------- | ------------------------------- | ----------- | ----------- |
| Dinamo Bukareszt (1) | Dinamo Bukareszt (1) | Dinamo Bukareszt (1) | 2 – 0                            | (4) Zalău        | (4) Zalău                       | (4) Zalău   | (4) Zalău   |
| 15.03.2025           | 17:00                | Dinamo Bukareszt     | 3:0 (25:15, 25:23, 25:13)        | Zalău            | Sala Dinamo                     | 1600        | [ 155 ]     |
| 22.03.2025           | 18:00                | Zalău                | 1:3 (27:29, 25:23, 21:25, 17:25) | Dinamo Bukareszt | Sala „Gheorghe Tadici”          | 1000        | [ 156 ]     |
| Corona Brașov (2)    | Corona Brașov (2)    | Corona Brașov (2)    | 2 – 0                            | (3) Craiova      | (3) Craiova                     | (3) Craiova | (3) Craiova |
| 15.03.2025           | 20:00                | Corona Brașov        | 3:1 (24:26, 25:16, 25:19, 25:21) | Craiova          | Sala „Dumitru Popescu Colibași” | 1000        | [ 157 ]     |
| 21.03.2025           | 17:00                | Craiova              | 1:3 (31:29, 20:25, 16:25, 24:26) | Corona Brașov    | Sala Polivalentă                | 200         | [ 158 ]     |
| Źródło:              |                      |                      |                                  |                  |                                 |             |             |

### Mecze o 3. miejsce
Format: do trzech zwycięstw
| Data        | Godz.       | Gospodarz   | Rezultat                                | Gość      | Hala sportowa          | Widzów    | *         |
| ----------- | ----------- | ----------- | --------------------------------------- | --------- | ---------------------- | --------- | --------- |
| Craiova (3) | Craiova (3) | Craiova (3) | 3 – 0                                   | (4) Zalău | (4) Zalău              | (4) Zalău | (4) Zalău |
| 5.04.2025   | 18:00       | Craiova     | 3:2 (25:19, 25:17, 19:25, 28:30, 15:12) | Zalău     | Sala Polivalentă       | 150       | [ 159 ]   |
| 6.04.2025   | 18:00       | Craiova     | 3:1 (26:24, 25:27, 25:20, 25:22)        | Zalău     | Sala Polivalentă       | 300       | [ 160 ]   |
| 12.04.2025  | 18:00       | Zalău       | 0:3 (24:26, 19:25, 23:25)               | Craiova   | Sala „Gheorghe Tadici” | 920       | [ 161 ]   |
| Źródło:     |             |             |                                         |           |                        |           |           |

### Finały
Format: do trzech zwycięstw
| Data                 | Godz.                | Gospodarz            | Rezultat                                | Gość              | Hala sportowa                   | Widzów            | *                 |
| -------------------- | -------------------- | -------------------- | --------------------------------------- | ----------------- | ------------------------------- | ----------------- | ----------------- |
| Dinamo Bukareszt (1) | Dinamo Bukareszt (1) | Dinamo Bukareszt (1) | 3 – 0                                   | (2) Corona Brașov | (2) Corona Brașov               | (2) Corona Brașov | (2) Corona Brașov |
| 4.04.2025            | 18:00                | Dinamo Bukareszt     | 3:0 (27:25, 25:22, 25:17)               | Corona Brașov     | Sala Dinamo                     | 400               | [ 162 ]           |
| 5.04.2025            | 18:00                | Dinamo Bukareszt     | 3:2 (22:25, 22:25, 25:20, 25:22, 15:11) | Corona Brașov     | Sala Dinamo                     | 800               | [ 163 ]           |
| 11.04.2025           | 20:00                | Corona Brașov        | 2:3 (22:25, 25:18, 34:36, 25:23, 9:15)  | Dinamo Bukareszt  | Sala „Dumitru Popescu Colibași” | 1700              | [ 164 ]           |
| Źródło:              |                      |                      |                                         |                   |                                 |                   |                   |

## Faza play-out
Godziny do 30 marca 2025 roku podane są według strefy czasowej UTC+2, a od 30 marca 2025 roku według strefy czasowej UTC+3.

### Drabinka
|  |                     |                     |                     |                     |                     |                     |                     |   |            |                    |                    |                    |                    |                    |                    |                    |
|  | Mecze o 10. miejsce | Mecze o 10. miejsce | Mecze o 10. miejsce | Mecze o 10. miejsce | Mecze o 10. miejsce | Mecze o 10. miejsce | Mecze o 10. miejsce |   |            | Mecze o 9. miejsce | Mecze o 9. miejsce | Mecze o 9. miejsce | Mecze o 9. miejsce | Mecze o 9. miejsce | Mecze o 9. miejsce | Mecze o 9. miejsce |
|  | Mecze o 10. miejsce | Mecze o 10. miejsce | Mecze o 10. miejsce | Mecze o 10. miejsce | Mecze o 10. miejsce | Mecze o 10. miejsce | Mecze o 10. miejsce |   |            | Mecze o 9. miejsce | Mecze o 9. miejsce | Mecze o 9. miejsce | Mecze o 9. miejsce | Mecze o 9. miejsce | Mecze o 9. miejsce | Mecze o 9. miejsce |
|  |                     |                     |                     |                     |                     |                     |                     |   |            |                    |                    |                    |                    |                    |                    |                    |
|  |                     |                     |                     |                     |                     |                     |                     |   |            |                    |                    |                    |                    |                    |                    |                    |
|  |                     |                     |                     |                     |                     |                     |                     | 9 | Unirea Dej | Unirea Dej         | Unirea Dej         | 2                  | 0                  |                    |                    |                    |
|  |                     |                     |                     |                     |                     |                     |                     | 9 | Unirea Dej | Unirea Dej         | Unirea Dej         | 2                  | 0                  |                    |                    |                    |
|  | 10                  | Știința București   | 3                   | 3                   | 3                   |                     |                     |   |            | 10                 | Știința București  | Știința București  | Știința București  | 3                  | 3                  |                    |
|  | 10                  | Știința București   | 3                   | 3                   | 3                   |                     |                     |   |            | 10                 | Știința București  | Știința București  | Știința București  | 3                  | 3                  |                    |
|  | 11                  | Universitatea Cluj  | 0                   | 0                   | 0                   |                     |                     |   |            |                    |                    |                    |                    |                    |                    |                    |
|  | 11                  | Universitatea Cluj  | 0                   | 0                   | 0                   |                     |                     |   |            |                    |                    |                    |                    |                    |                    |                    |

### Mecze o 10. miejsce
Format: do trzech zwycięstw
| Data                   | Godz.                  | Gospodarz              | Rezultat                  | Gość                    | Hala sportowa           | Widzów                  | *                       |
| ---------------------- | ---------------------- | ---------------------- | ------------------------- | ----------------------- | ----------------------- | ----------------------- | ----------------------- |
| Știința București (10) | Știința București (10) | Știința București (10) | 3 – 0                     | (11) Universitatea Cluj | (11) Universitatea Cluj | (11) Universitatea Cluj | (11) Universitatea Cluj |
| 15.03.2025             | 18:00                  | Știința București      | 3:0 (25:20, 25:18, 25:23) | Universitatea Cluj      | Arena Politehnica       | 50                      | [ 165 ]                 |
| 16.03.2025             | 18:00                  | Știința București      | 3:0 (25:22, 25:19, 25:21) | Universitatea Cluj      | Arena Politehnica       | 50                      | [ 166 ]                 |
| 22.03.2025             | 18:00                  | Universitatea Cluj     | 0:3 (16:25, 21:25, 21:25) | Știința București       | Sala „Horia Demian”     | 200                     | [ 167 ]                 |
| Źródło:                |                        |                        |                           |                         |                         |                         |                         |

### Mecze o 9. miejsce
Format: do dwóch zwycięstw
| Data           | Godz.          | Gospodarz         | Rezultat                                | Gość                   | Hala sportowa          | Widzów                 | *                      |
| -------------- | -------------- | ----------------- | --------------------------------------- | ---------------------- | ---------------------- | ---------------------- | ---------------------- |
| Unirea Dej (9) | Unirea Dej (9) | Unirea Dej (9)    | 0 – 2                                   | (10) Știința București | (10) Știința București | (10) Știința București | (10) Știința București |
| 5.04.2025      | 18:00          | Unirea Dej        | 2:3 (27:25, 21:25, 22:25, 25:20, 12:15) | Știința București      | Sala „Petru Stăvariu”  | 150                    | [ 168 ]                |
| 12.04.2025     | 12:00          | Știința București | 3:0 (25:20, 25:14, 25:23)               | Unirea Dej             | Arena Politehnica      | 80                     | [ 169 ]                |
| Źródło:        |                |                   |                                         |                        |                        |                        |                        |

## Klasyfikacja końcowa
| Poz. | Drużyna                        | Uwagi                              |
| 1.   | CS Dinamo Bukareszt            | prawo udziału w el. Ligi Mistrzów  |
| 2.   | CSM Corona Brașov              | prawo udziału w Pucharze CEV       |
| 3.   | SCMU Craiova                   | prawo udziału w Pucharze CEV       |
| 4.   | SCM Zalău                      | prawo udziału w Pucharze Challenge |
| 5.   | CSM Arcada Galați              | prawo udziału w Pucharze Challenge |
| 6.   | CSA Steaua Bukareszt           |                                    |
| 7.   | CS Rapid Bukareszt             |                                    |
| 8.   | CS Știința Explorări Baia Mare |                                    |
| 9.   | CSU Știința București          |                                    |
| 10.  | CS Unirea Dej                  |                                    |
| 11.  | CS Universitatea Cluj          | spadek do Divizii A2               |